# Grumman F9F Panther
Grumman F9F Panther — колишній американський винищувач-бомбардувальник. Перший реактивний винищувач, що вироблений на заводі Grumman, і другий реактивний винищувач на озброєнні ВМС США.

## Історія
Літак здійснив свій перший політ у 1947 році.
F9F був основним винищувачем і штурмовиком ВМС США у Корейській війні. Під час війни США втратили 64 літаки Grumman F9F Panther. Більшість літаків знищено від зенітного вогню, і кілька літаків були втрачені через небойові причини. У повітряних боях пілоти на F9F збили сім МіГ-15, втративши два F9F завдяки хорошій підготовці, незважаючи на технічну перевагу МіГів. Також у повітряних боях F9F знищили два радянських Як-9.
F9F Panthers були виведені з бойових частин США у 1956 році, але служили як навчальні літаки до 1958 року. Наступником F9F Panther став літак Grumman F9F Cougar.
У 1958 році 24 літаки цього типу придбали ВМС Аргентини. Їх планували використовувати на авіаносці ARA Independecia, але через занадто слабкі катапульти корабля всі аргентинські «Пантери» використовували тільки наземні аеродроми. F9F-2 Panthers ВМС Аргентини брали участь у бойових діях під час повстання ВМС Аргентини 1963 року. Кілька літаків, контрольованих повстанцями, бомбардували та обстрілювали колону 8-го танкового полку армії, яка наступала на повстанську військово-морську авіабазу Пунта-Індіо. Атака знищила кілька танків M4 Sherman, а один F9F Panther було збито. Аргентинські F9F Panthers брали участь під час зіткнення на кордоні між Аргентиною та Чилі 1965 року, але до бою не дійшло. Вони були зняті з озброєння в 1969 році через брак запчастин.

## Технічні характеристики
- Екіпаж — 1 пілот;
- Довжина — 11,3 м;
- Розмах крил — 11,6 м;
- Висота — 3,8 м;
- Площа крила — 23 м²;
- Маса літака — 4220 кг;
- Споряджена маса — 6456 кг;
- Силова установка — 1× турбореактивний двигун Pratt & Whitney J42-P-6/P-8 з уприскуванням води;
- Максимальна швидкість — 925 км/год;
- Запас ходу — 2177 км;
- Висота польоту — 13600 м.

Озброєння
- 4 × 20-мм автоматичні гармати M2;
- 910 кг бомб;
- 6×127 мм ракет.